# Starnoenas cyanocephala
Starnoenas cyanocephala là một loài chim trong họ Columbidae.